# Nala Damajanti
Nala Damajanti fue el nombre artístico de una encantadora de serpientes de finales del siglo XIX que actuó en el circo de P. T. Barnum y el Folies Bergère de París. Las fuentes francesas la identifican como Emilie Poupon (1861–?) de Nantey, departamento del Jura, Francia. Los carteles promocionales de Nala Damajanti fueron ampliamente reproducidos y se cree que inspiraron las imágenes del espíritu del agua africano Mami Wata. Las actuaciones similares de variantes como Mala Damajaute, Nata Damajaute, y Nala Damajante probablemente sean la misma persona.

## Orígenes
Un artículo del 17 de marzo de 1887 en Le Gaulois reveló que la supuesta artista hindú Nala Damajanti en realidad nació Emilie Poupon en Nantey, Francia el 4 de julio de 1861. En 1881 trabajaba como institutriz con una familia francesa en San Petersburgo, Rusia, donde se enamoró y casó con un acróbata funambulista apellidado Palmer que la introdujo en el arte del encantamiento de serpientes. El registro de su matrimonio con John Palmer en Walworth, Surrey, Inglaterra del 20 de abril de 1886 da su nombre como Mathilde Marie Amelia Poupon, de 24 años, y el nombre de su padre como Xavier Poupon. Después de desarrollar sus habilidades, visitó América y se unió al famoso circo Barnum en 1885. Después regresó a París para actuar en el Folies Bergère (debutando el 18 de febrero de 1887).
La revelación de la verdadera identidad de Nala Damajanti se debió a una demanda, en la que el demandante la confundió con otra persona. Como estaba previsto que Poupon partiera hacia Hamburgo en un futuro próximo, con sus ocho enormes boas, permitió que su identidad fuera revelada para que el asunto se resolviera tan pronto como fuera posible.
La mayoría de los carteles publicitarios de Nala Damajanti reclaman que era hindú, y el nombre es aparentemente una combinación de los nombres de la pareja de la epopeya india Mahabharata, Nala y Damajanti.
Henry Drewal indicó que en Hamburgo, Alemania, un comerciante profesional de animales llamado Breitwieser que a menudo sirvió como procurador de serpientes al Tierpark Hagenbeck, un famoso zoológico de Hamburgo, supuestamente regresó de Asia con una nueva esposa que actuó como encantadora de serpientes bajo el nombre de Maladamajaute, empezando alrededor de 1880. Drewal  supuestamente venía de Samoa o Borneo. Lademann-Priemer hizo todo lo posible para promocionar esta idea. Lorenz Hagenbeck, hijo de Carl Hagenbeck, el fundador del zoológico, recuerda en su autobiografía que la esposa de Breitwieser había "hecho negocios teatrales con serpientes" y que Breitwieser había sido showman en algún momento.
Carl Hagenbeck la recordó cariñosamente en una sección de su autobiografía de 1909 Von Tieren und Menschen, aunque en su traducción abreviada al inglés de 1912, esta sección fue omitida. Hagenbeck la menciona como "provençalin" (nativa de Provenza). Además, relata que se casó con un artista de circo y que juntos desarrollaron una innovadora técnica de doma de serpientes que les permitió crear un acto extremadamente exitoso con el que visitó América bajo el nombre Nala Damajante. Hagenbeck remarca que fue su mejor clienta de serpientes durante algún tiempo y la describe como una figura extraordinariamente elegante, con ojos oscuros grandes y atractivos, y largo cabello inusualmente oscuro.
El 4 de octubre de 1884, Nala Damajanta publicó un aviso en el New York Clíper sobre que había roto su relación comercial con su promotor John Palmer. El 11 de octubre, John Palmer (hijo del acróbata y funambulista, James Palmer) publicó un aviso en la misma publicación de que Nala Damajanta [así llamada] que había sido su promovida los últimos tres años había roto su relación empresarial unilateralmente. Afirmó sus derechos sobre el nombre bajo esta y otras ortografías y declaró que había contratado a otra intérprete de Europa para que viniera a América y continuara el acto. En 1894, Palmer todavía dirigía el acto y era referido como "marido de Nala Damajanti" en su obituario de 1896.
En una anécdota humorística recogida en la revista Puck, mientras viajaba con el circo Forepaugh, se informó que Nala Damajante declaró que era de Connecticut. Sin embargo, en una entrevista del 9 de enero de 1884 para el Daily Alta California, reclamó tener 24 años y haber nacido en los "asentamientos franceses de Judea". El reportero notó que su inglés parecía ser "muy pobre". En una entrevista de 1894 para el semanario londinense To-Day, durante una gira en el Palace Theatre, reclamó ser indígena de Pondicherry.

## Legado

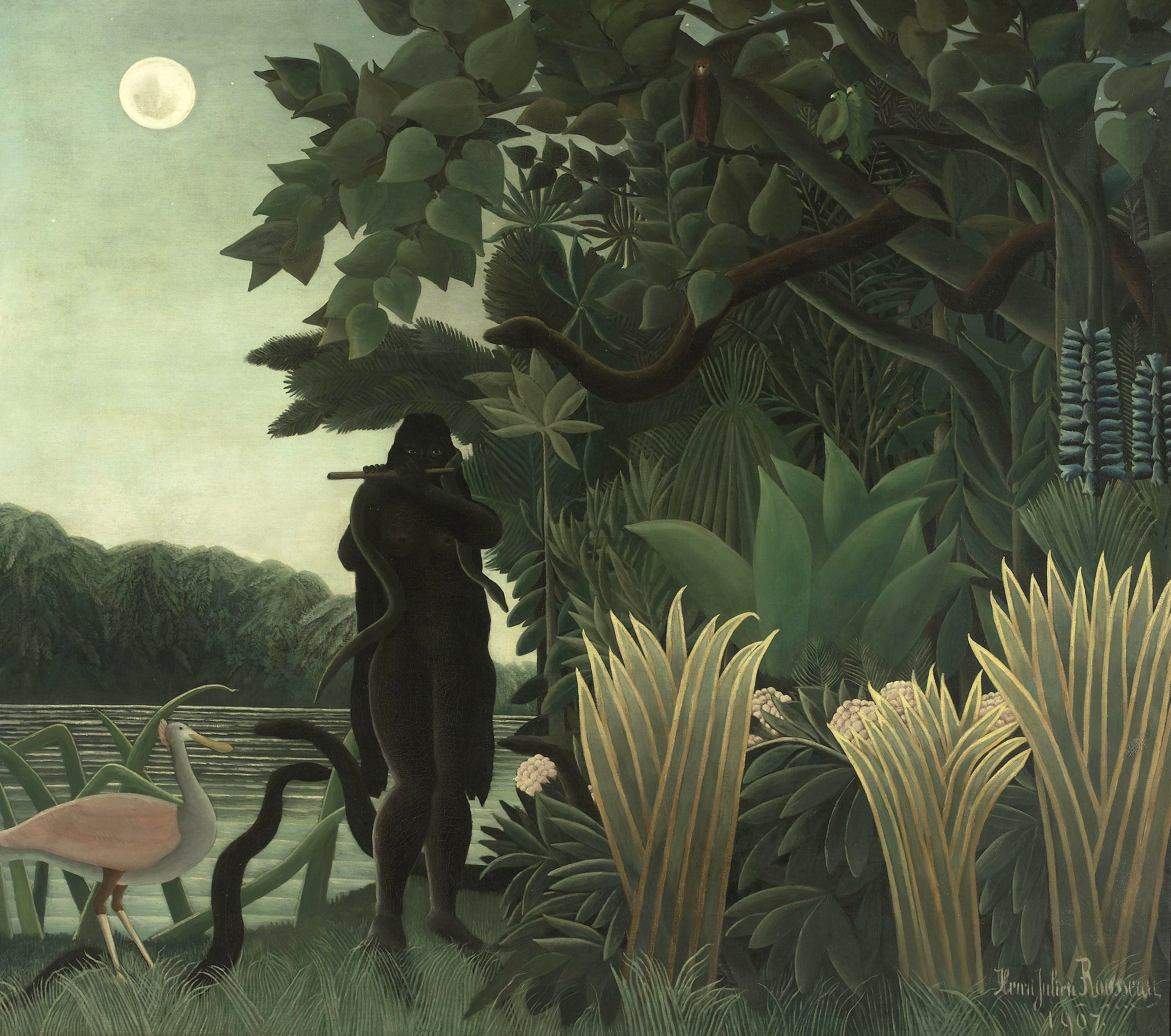
La encantadora de serpientes de Henri Rousseau (1907).

Un cartel de Nala Damajanti ha sido señalado como "uno de los más bellos" salidos del Folies Bergère. Incluso a inicios del siglo XXI, sus carteles eran ampliamente reproducidos. La imagen de Nala Damajanti se cree que inspiró las representaciones populares del espíritu del agua africano Mami Wata y de la figura espiritual dominicana Santa Marta la Dominadora. La fuente original de esta transmisión puede haber sido un calendario publicado en la década de 1880 y republicado en Bombay, India en 1955, el cual incluía una imagen de Maladamajaute.
Se cree que Nala Damajanti fue la inspiración para una serie limitada de autómatas producidos en 1907 por la empresa francesa Roullet & Decamps, titulada la Charmeuse de Serpent, uno de los cuales fue subastado por un precio entonces récord en 1977.
Una figura en la pintura de 1907 de Henri Rousseau con el mismo tema, titulada La Charmeuse de serpents (La encantadora de serpientes) puede haberse también inspirado en ella.